# Infinite Love
「Infinite Love」（インフィニット・ラブ）は、KISHOWとe-ZUKAによるロックユニット・GRANRODEOの2枚目のシングル。2006年7月26日にLantisから発売された。

## 解説
- 表題曲「Infinite Love」は、テレビアニメ『恋する天使アンジェリーク〜心のめざめる時〜』のオープニングテーマとして使用された。またこの曲は、2006年度の第1回声優アワードの歌唱賞にノミネートされた。
- カップリングの「紫炎」はGRANRODEOの楽曲の中で初めての詞先の楽曲である。

## 収録曲
（全作詞：谷山紀章、作曲・編曲：飯塚昌明）
1. Infinite Love [4:04]
2. 紫炎 [6:10]
3. Infinite Love!! （off vocal）
4. 紫炎!! （off vocal）

## 収録アルバム
| 曲名          | アルバムタイトル                | 備考           |
| ------------- | ------------------------------- | -------------- |
| Infinite Love | RIDE ON THE EDGE                | 1stアルバム    |
| 紫炎          | RIDE ON THE EDGE                | 1stアルバム    |
| 紫炎          | GRANRODEO B‐side Collection "W" | ベストアルバム |

## カバー
Infinite Love
- シド - 2020年8月19日発売の『GRANRODEO Tribute Album "RODEO FREAK"』に収録。